# Maurice Ndour
Maurice Daly Ndour (ur. 18 czerwca 1992 w Sindii) – senegalski koszykarz występujący na pozycji silnego skrzydłowego, obecnie zawodnik Walencji Basket.
Mówi płynnie w pięciu językach: angielskim, francuskim, japońskim, wolof i serer.
30 czerwca 2017 został zwolniony przez New York Knicks.
6 sierpnia 2018 przedłużył umowę z Uniksem Kazań na kolejny sezon.
16 lipca 2019 dołączył do Walencji Basket.

## Osiągnięcia
Stan na 17 lipca 2019, na podstawie, o ile nie zaznaczono inaczej.
NCAA
- Zaliczony do II składu konferencji MAC (2014, 2015)

Drużynowe
- Mistrz Hiszpanii (2016)
- Brąz mistrzostw Rosji/VTB (2019)
- 4. miejsce podczas mistrzostw Rosji/VTB (2018)
- Zdobywca Pucharu Hiszpanii (2016)

Indywidualne
- Obrońca Roku VTB (2019)
- Uczestnik meczu gwiazd ligi VTB (2019)[7]

Reprezentacja
- Uczestnik mistrzostw świata (2014 – 16. miejsce)